# 堀内元
堀内 元（ほりうち げん、1964年8月29日 - ） は東京都出身のバレエダンサー・振付家。ニューヨーク・シティ・バレエ団に15年間在籍し、プリンシパルとして活躍した。現在は米国セントルイス・バレエ団の芸術監督。いとこに俳優の堀内正美がいる。

## 経歴
バレエ団を主宰していた堀内完・秀子の長男として生まれ、6歳でバレエを始める。10歳の頃すでにバレエを志すようになり、自宅のスタジオで毎日稽古をしていた。姉の堀内かおり、双子の弟である堀内充も後にバレエダンサーとなる。
1979年4月、全国舞踊コンクールのバレエ部門で第1位。翌1980年、15歳にしてローザンヌ国際バレエコンクールでスカラシップ賞と振付賞を受賞し、奨学金を得てニューヨーク・シティ・バレエ団 （NYCB） 傘下のアメリカ・バレエ学校に留学した。父親の反対を押し切って2年目も学校に止まり、G・バランシンに認められて在校中の1982年に新作 『ペルセフォネ』 に出演。卒業後に正式にNYCBに入団した。
1983年には 『真夏の夜の夢』 で主役オベロンを踊る。バランシンの薫陶を受けたのは2年弱に過ぎなかったが、巨匠の存在によって当時のバレエ団には張りつめた空気があったと述懐している。1987年にはP・マルテンスの新作 『貴族たち』 で主役ウルブリヒトに抜擢された。1989年、24歳でプリンシパルに昇格。巧みな表現力とテクニックは彼の地でも素直に評価された。
バレエだけの人間にはなりたくないとの考えからミュージカルにも進出しており、ブロードウェイで『Cats』、 『Song and Dance』に出演したほか、英国のウエスト・エンドでも同様の出演歴がある。
NYCBを退団後、1999年に米国ミズーリ州のセントルイスバレエ団の芸術監督に就任。師匠であったジョージ・バランシンに倣い、2000年には傘下のセントルイス・バレエ学校のオーナー兼校長となり、人材育成と興行の両面で活動している。ローザンヌ国際バレエコンクールの審査員もときおり務めている。
2015年芸術選奨文部科学大臣賞受賞。

## セント・ルイス・バレエ団
ニューヨーク・シティ・バレエ団に在籍中の1996年に、怪我をしたセント・ルイス・バレエ団のダンサーの代役として客演したことから同バレエ団との関係が始まった。1999年に、同バレエ団のディレクターが亡くなったことから、後任候補として打診があり、引き受けることになった。当時、同バレエ団には大きな負債があり、専属ダンサーはわずか10名、バレエ学校の生徒も50人しかおらず、存続が危ぶまれていた。堀内の改革で負債は2年で完済し、生徒数も350人になった。レパートリーも「くるみ割り人形」だけだったのを、ダンサーを20名ほどに増やし、年3回の定期公演開催にまで育てた。

## 振付家として
少なくとも20作以上のバレエ小品のほか、全幕物の改訂・新演出も手がけている。セントルイス・バレエ団のために作った堀内版 『くるみ割り人形』 （2008年）は、時代設定を1904年のミズーリ州としたユニークな作品となっている。
1998年の長野オリンピックでは、開会式のフィナーレを飾る 『歓喜の歌』 (ベートーヴェン作曲）の振付を担当した。

## 主なバレエ作品
| 年   | 作品名                                    | 原題                                           | 作曲              | 構成 |
| ---- | ----------------------------------------- | ---------------------------------------------- | ----------------- | ---- |
| 1999 | サティ組曲                                | "Satie Suite"                                  | E・サティ         | 1幕  |
| 1999 | 似た者同士                                | "Two of a Kind"                                | ?                 | 1幕  |
| 2004 | チェロ協奏曲                              | "Concerto for Cello, Strings & Basso Continuo" | A・ヴィヴァルディ | 1幕  |
| 2005 | ピアノとジャズトリオのため のボリング組曲 | "Bolling Suite for Piano and Jazz Trio"        | C・ボリング       | 1幕  |
| 2007 | ロマンティック                            | "Romantique"                                   | ?                 | 1幕  |

## テレビ出演
- 『遠くにありて にっぽん人 バレエ団の復活にかける～セントルイス・堀内元』（NHKデジタル衛星ハイビジョン、2005年2月13日）

## 公式サイト
- St. Louis Ballet（セントルイス・バレエ団）
- S.L.B.（日本語）